# Fort La Carnale
Le fort La Carnale est une tour de cavalerie construite sur la côte, près de l'embouchure du fleuve Irno. Cette place forte faisait partie d'un système de défense créé à partir de 1563 dans le but de défendre la ville de Salerne des féroces incursions sarrasines, province de Salerne en Campanie,.

## Historique
La tour (ou fort) a été construite vers 1569 et se trouvait à l'origine directement sur la mer. Elle est située à quelques centaines de mètres de l'embouchure du fleuve Irno et est liée comme système défensif aux « tours côtières » d'Angellara, Torrione et tour Crestarella.
Sa structure est de plan carré avec des créneaux et possède, dans la partie supérieure, une petite tour pour le logement des soldats. Elle appartenait au type de tours appelées tours de cavalerie, d'où partaient des hommes à cheval pour avertir la population en cas d'attaque venant de la mer.
Le nom dérive d'une bataille entre les Lombards et les Sarrasins qui eut lieu en 872 autour du promontoire (anciennement relié à la colline appelée Masso della Signora ) sur lequel se dresse le fort et qui aboutit au massacre de ces derniers :  un Carnale (carnage) exactement. Le bâtiment est également appelé la Polveriera (poudrière), car au XIXe siècle, il était utilisé par les Bourbons comme dépôt de munitions militaires.
Le fort La Carnale a été le théâtre de la défense acharnée de Salerne par le soi-disant Masaniello salernitano, Ippolito di Pastina (it), qui s'est rebellé contre les abus de pouvoir des Espagnols au XVIIe siècle : Ippolito a choisi de déplacer le « Commandement populaire » de sa révolte dans l'ancien fort de La Carnale en 1647 pendant près d'un an.
Par la suite, en 1764, le fort recueillit les morts en raison de la terrible famine de cette année-là.
Le fort devient ensuite une forteresse Bourbon bien équipée en 1828, et sert d'observatoire des manœuvres militaires par François Ier des Deux-Siciles. Après le Risorgimento et jusqu'en 1924, il fut utilisé comme dépôt de munitions.
Pendant la Seconde Guerre mondiale, il fut renforcé par des casemates et subit de nombreux dégâts lors du débarquement de Salerne en septembre 1943.

## Restauration
Le fort a été entièrement rénové dans les années 1980 avec deux niveaux équipés de salles d'expositions culturelles, de belvédères et de buvettes équipées d'un ascenseur panoramique. Des concerts et des rencontres de toutes sortes y sont également organisés. 
Il fait partie d'un complexe touristique situé sur la côte, au centre de Salerne, avec des installations de tennis et de hockey et la piscine municipale couverte. De sa terrasse, on découvre un vaste panorama qui s'étend sur la baie de Salerne et, aux beaux jours, avec une excellente visibilité, de la côte amalfitaine à la côte du Cilento.